# كوني غرانكفيست
كوني غرانكفيست (بالسويدية: Conny Granqvist)‏ هو لاعب كرة قدم سويدي، ولد في 30 مارس 1947. شارك مع منتخب السويد تحت 23 سنة لكرة القدم. أما مع النوادي، فقد لعب مع نادي يورغوردينس.